# András Arató
András Arató, nume la naștere Ackersmann, (n. 18 iulie 1913, Kommandó – d. 14 mai 1945, Oradea) a fost un scriitor, poet și jurnalist maghiar din Transilvania.